# Campionati asiatici di ciclismo su strada - Cronometro a squadre femminile
La Cronometro a squadre femminile è uno degli eventi disputati durante i Campionati asiatici di ciclismo su strada. Fu corsa nel 2019 e nel 2022, per essere sostituita l'anno successivo dalla Cronometro a squadre miste.

## Albo d'oro
Aggiornato all'edizione 2022.
| Anno | Vincitore                                                            | Secondo | Terzo                                                                    |
| ---- | -------------------------------------------------------------------- | --- | ------------------------------------------------------------------------ |
| 2019 | Kang Hyun-kyung Lee Ju-mi Na Ah-reum Yu Seon-ha                      | Amiliya Iskakova Viktoriya Pastarnak Faina Potapova Natalya Saifutdinova Zhanerke Sanakbayeva Makhabbat Umutzhanova | Leung Wing-yee Yang Qian-yu Pang Yao Ma Yin-yu Leung Hoi Wah Ng Sze Wing |
| 2020 | non disputata a causa della pandemia da COVID-19                     | non disputata a causa della pandemia da COVID-19                                                                    | non disputata a causa della pandemia da COVID-19                         |
| 2021 | non disputata a causa della pandemia da COVID-19                     | non disputata a causa della pandemia da COVID-19                                                                    | non disputata a causa della pandemia da COVID-19                         |
| 2022 | Shaknoza Abdullaeva Anna Kulikova Yanina Kuskova Margarita Misyurina | Faina Potapova Anzhela Solovyeva Rinata Sultanova Makhabbat Umutzhanova                                             | Mandana Dehghan Reyhaneh Khatouni Sajedeh Siyahian Somayeh Yazdani       |

## Medagliere
| Pos.   | Nazione       | Oro | Argento | Bronzo | Totale |
| ------ | ------------- | --- | ------- | ------ | ------ |
| 1      | Corea del Sud | 1   | 0       | 0      | 1      |
| 1      | Uzbekistan    | 1   | 0       | 0      | 1      |
| 3      | Kazakistan    | 0   | 2       | 0      | 2      |
| 4      | Hong Kong     | 0   | 0       | 1      | 1      |
| 4      | Iran          | 0   | 0       | 1      | 1      |
| Totale | Totale        | 2   | 2       | 2      | 6      |